# Yasuhikotakia morleti
Yasuhikotakia morleti е вид лъчеперка от семейство Botiidae.

## Разпространение
Видът е разпространен в Камбоджа и Тайланд.